# Međugorje
Međugorje ([ˈmɛdʑu.ɡɔːrjɛ], méh’-djou-gor-yéh ; en cyrillique : Међугорје), souvent orthographié Medjugorje à l'étranger, est une localité de Bosnie-Herzégovine. Elle est située dans la municipalité de Čitluk, dans le canton d'Herzégovine-Neretva et dans la fédération de Bosnie-et-Herzégovine. Selon les premiers résultats du recensement bosnien de 2013, elle compte 2 306 habitants.

## Géographie

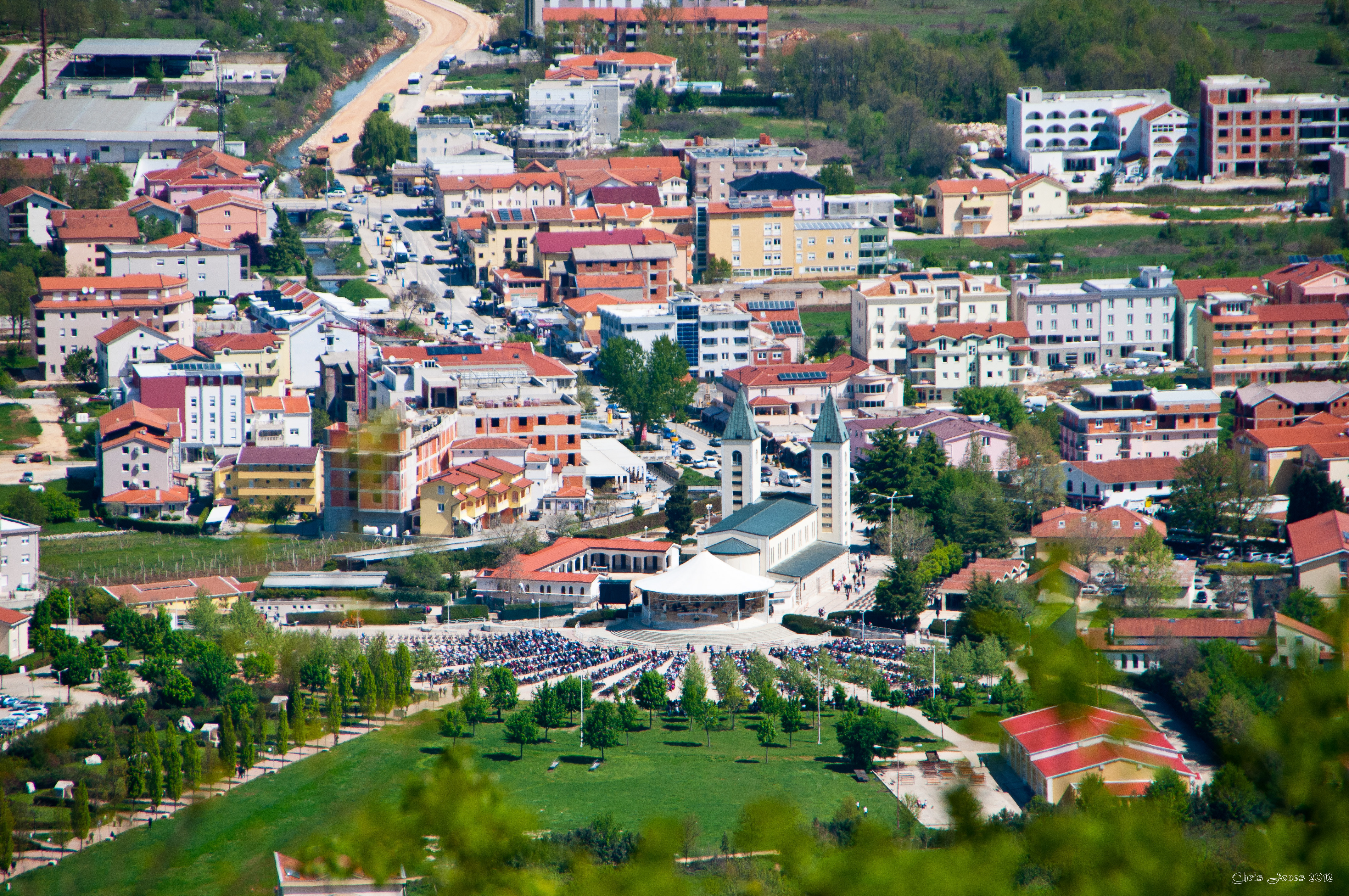
Međugorje et son église paroissiale.

Međugorje se trouve en Bosnie-Herzégovine, à 25 km au sud-ouest de Mostar. Le nom Međugorje est d'origine slave et signifie Entremonts, désignant une région entre deux monts ou collines : le mont Križevac et le mont Crnica appelé également colline de Podbrdo.

## Histoire
Formé de trois hameaux, Međugorje (dont le nom signifie "entre les montagnes") est un village entièrement catholique au sein de la Bosnie-Herzégovine. Depuis leur retour de Terre sainte, après les croisades, les franciscains administrent l'endroit.
En 1566, le qadi de Nevesinje autorise un riche clan serbe orthodoxe à construire un monastère, à proximité, dans la vallée de la Neretva : le monastère de Žitomislić (en) (détruit en 1992 par le Conseil de défense croate (HVO)). D'autres témoignages montrent une forte présence chrétienne dans la région au Moyen-Âge, mais pas particulièrement à Međugorje : Liste des monastères de l'Église orthodoxe serbe (pour la partie concernant la Bosnie-Herzégovine), Monuments nationaux de Čitluk, Monuments nationaux de Nevesinje, Monument national (Bosnie-Herzégovine)...
En 1892, la paroisse est fondée et placée sous la protection de saint Jacques, protecteur des pèlerins. Une première église paroissiale construite en 1897, bâtie sur un terrain instable, s'affaisse et se fissure.
En 1933, pour le 1 900e anniversaire de la crucifixion de Jésus Christ, à Jérusalem, les villageois décident d'élever au sommet du mont Križevac une croix en béton de 8,5 m de hauteur, au cœur de laquelle ils affirment avoir placé  un morceau de la Vraie Croix.
En juin 1941, le hameau de Surmanci est le théâtre du massacre de plusieurs centaines de civils et religieux serbes orthodoxes précipités dans un gouffre voisin par des milices oustachies.
Du 24 mai 1942 à juin 1945, les milices communistes assassinent de nombreux civils et religieux, dont 66 franciscains, pour éliminer les présumés oustachis et les dissidents,,.
Après la Seconde Guerre mondiale, des villageois décident de mettre fin à leurs rivalités en construisant l'église actuelle, terminée et consacrée le 19 janvier 1969. À cette époque, elle semble démesurée par rapport à la population du village (env. 500 habitants). Aujourd'hui, elle peine à contenir le flot des pèlerins.

## Apparitions

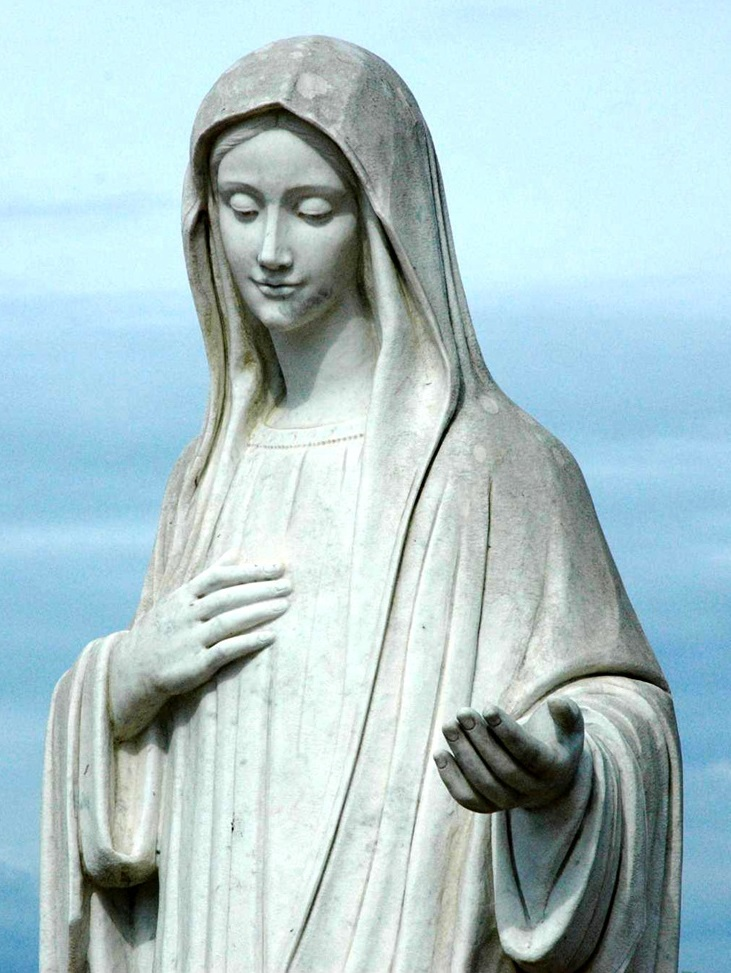
Statue de la Reine de la Paix (ou Notre-Dame de Međugorje).

Međugorje est un lieu de pèlerinage important mondialement connu avec actuellement 2,2 millions de visiteurs par an (à titre de comparaison, Fátima en reçoit 6 à 8 millions par an) ; Marie de Nazareth (la « Vierge Marie ») y serait apparue à six Croates d'Herzégovine depuis le 24 juin 1981. Les apparitions, selon les voyants, continuent toujours quotidiennement pour trois d'entre eux et annuellement pour les trois autres.
Depuis lors, la localité s'est fortement développée, devenue méconnaissable,  avec de nombreuses pensions de familles, d'hôtels et de restaurants accueillant des millions de pèlerins par an,. C'est un lieu où les conversions au catholicisme sont très nombreuses. Pour le père André Cabes, professeur de théologie mariale à l’Institut catholique de Toulouse, Medjugorje est un lieu manifeste de conversion et de foi. Les pèlerinages officiels pour les diocèses et paroisses y sont autorisés par le pape François depuis le 12 mai 2019. Toutes les informations officielles sur l'histoire des apparitions, les messages de Marie et l'actualité du sanctuaire marial sont sur le site de la paroisse tenu par les franciscains : www medjugorje.hr

## Démographie

### Évolution historique de la population
| 1948 | 1953 | 1961  | 1971  | 1981  | 1991  | 2013  |
| ---- | ---- | ----- | ----- | ----- | ----- | ----- |
| -    | -    | 1 263 | 1 394 | 1 159 | 1 367 | 2 306 |

|  |

### Communauté locale
En 1991, la communauté locale de Međugorje-Bijakovići comptait 2 178 habitants, dont 2 153 Croates (97,85 %).

## Personnalités liées à la commune
- Ivan Dodig (1985-), joueur de tennis bosnien puis croate, vainqueur de Roland-Garros en double en 2015.
- Marin Čilić (1988-), joueur de tennis croate, vainqueur de l'US Open en 2014.

## Galerie d'images

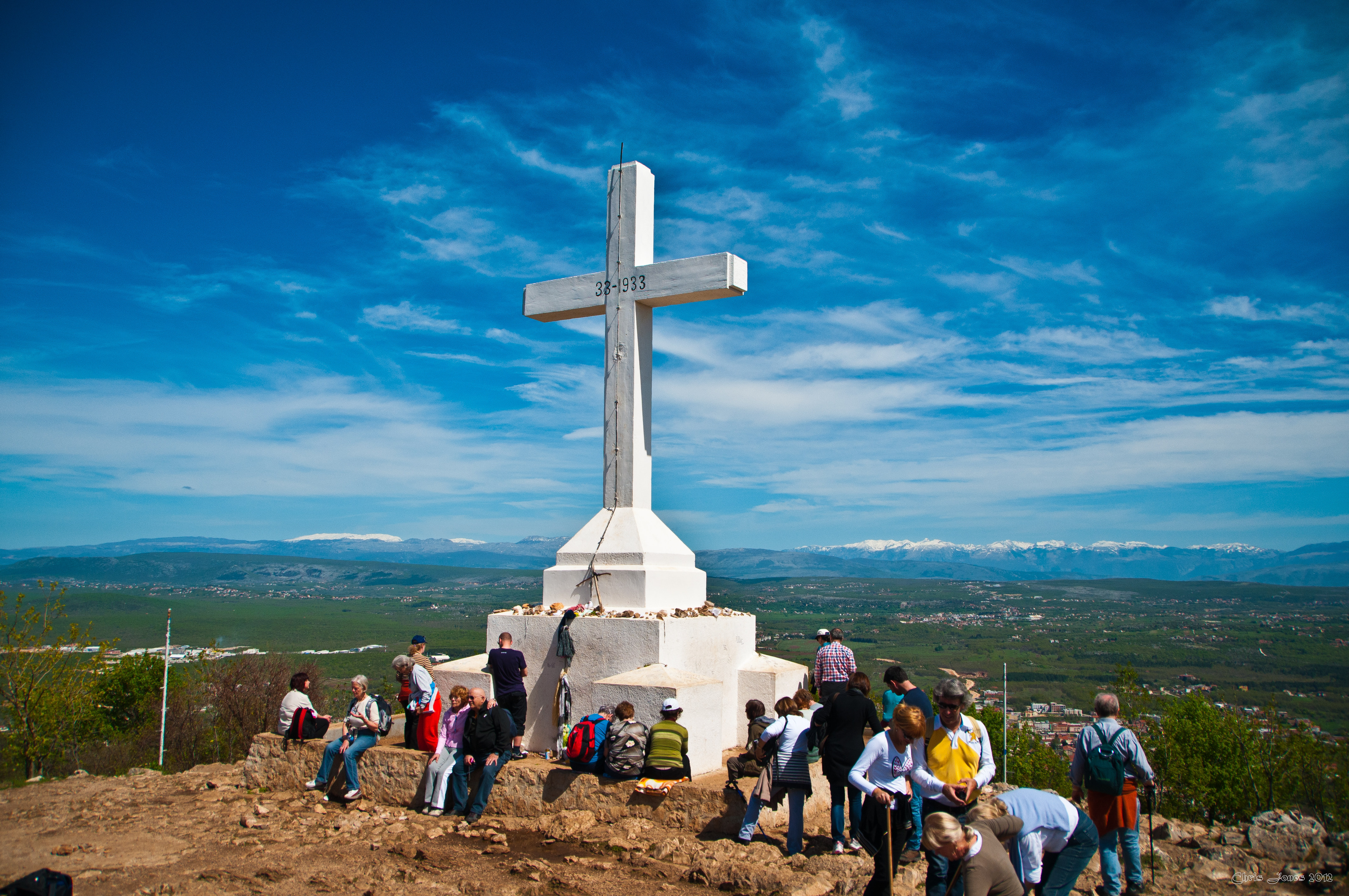
Croix au sommet de la colline de Križevac.
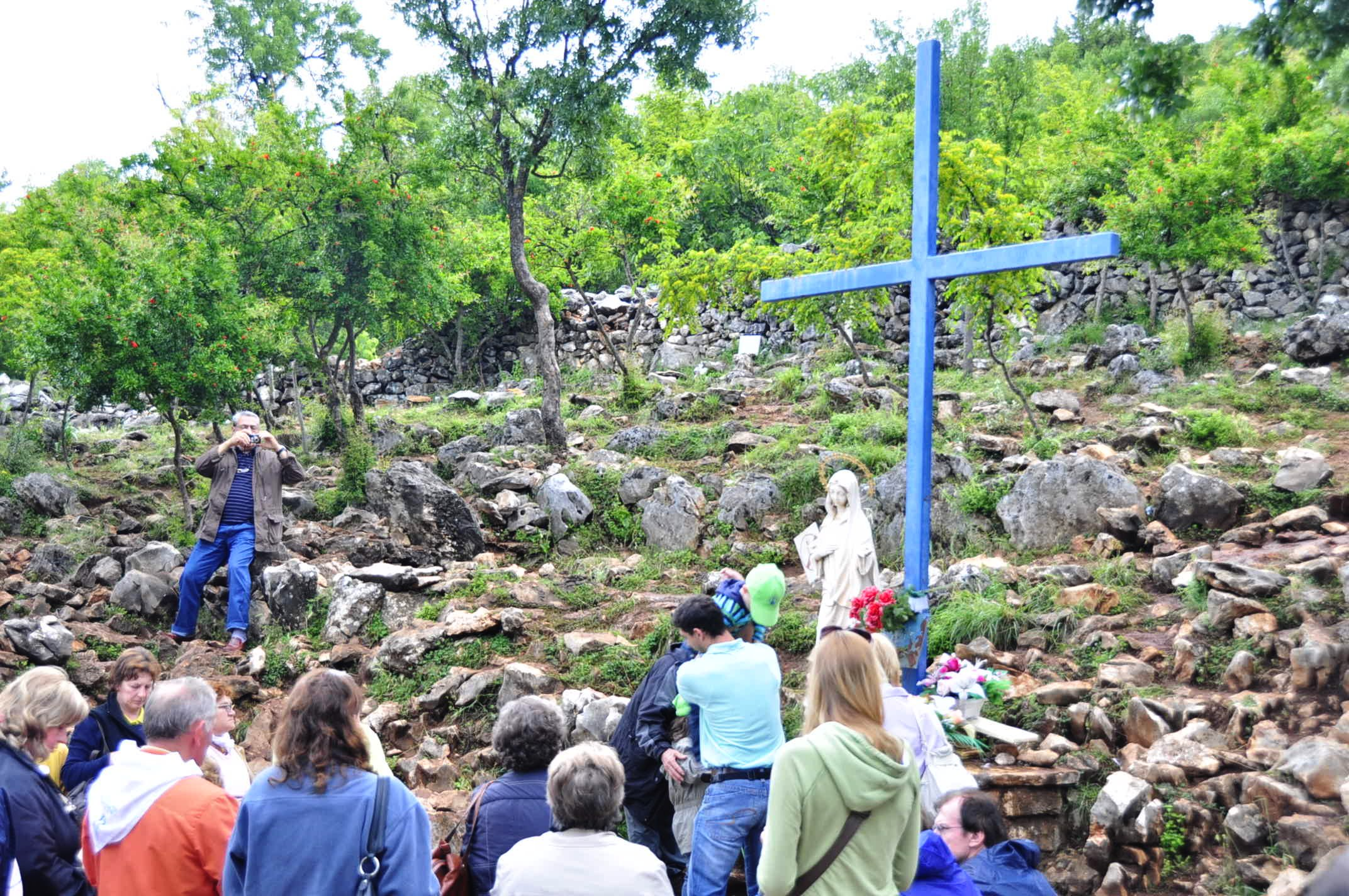
Croix bleue sur la colline de Podbrdo.
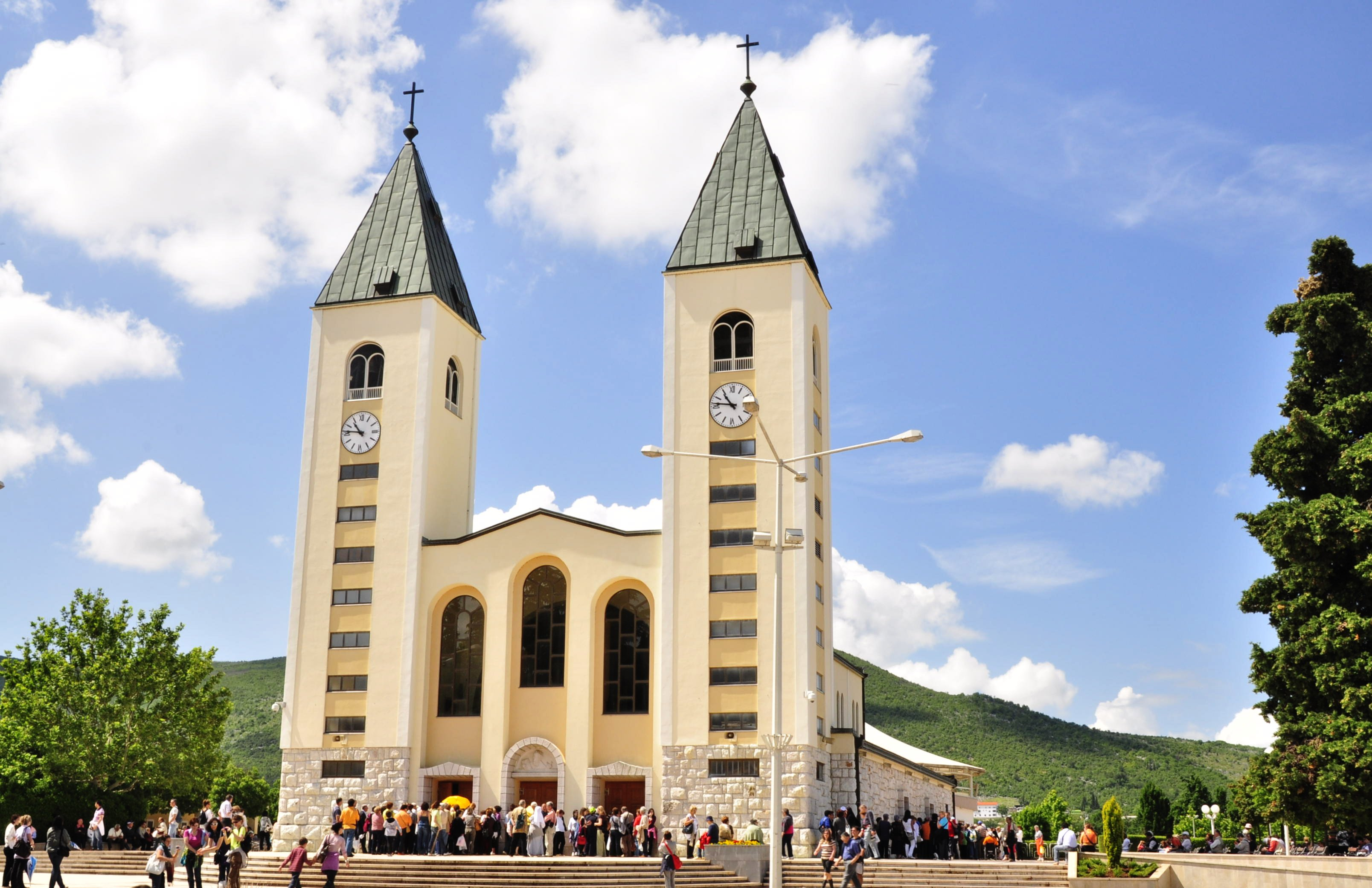
Église Saint-Jacques.
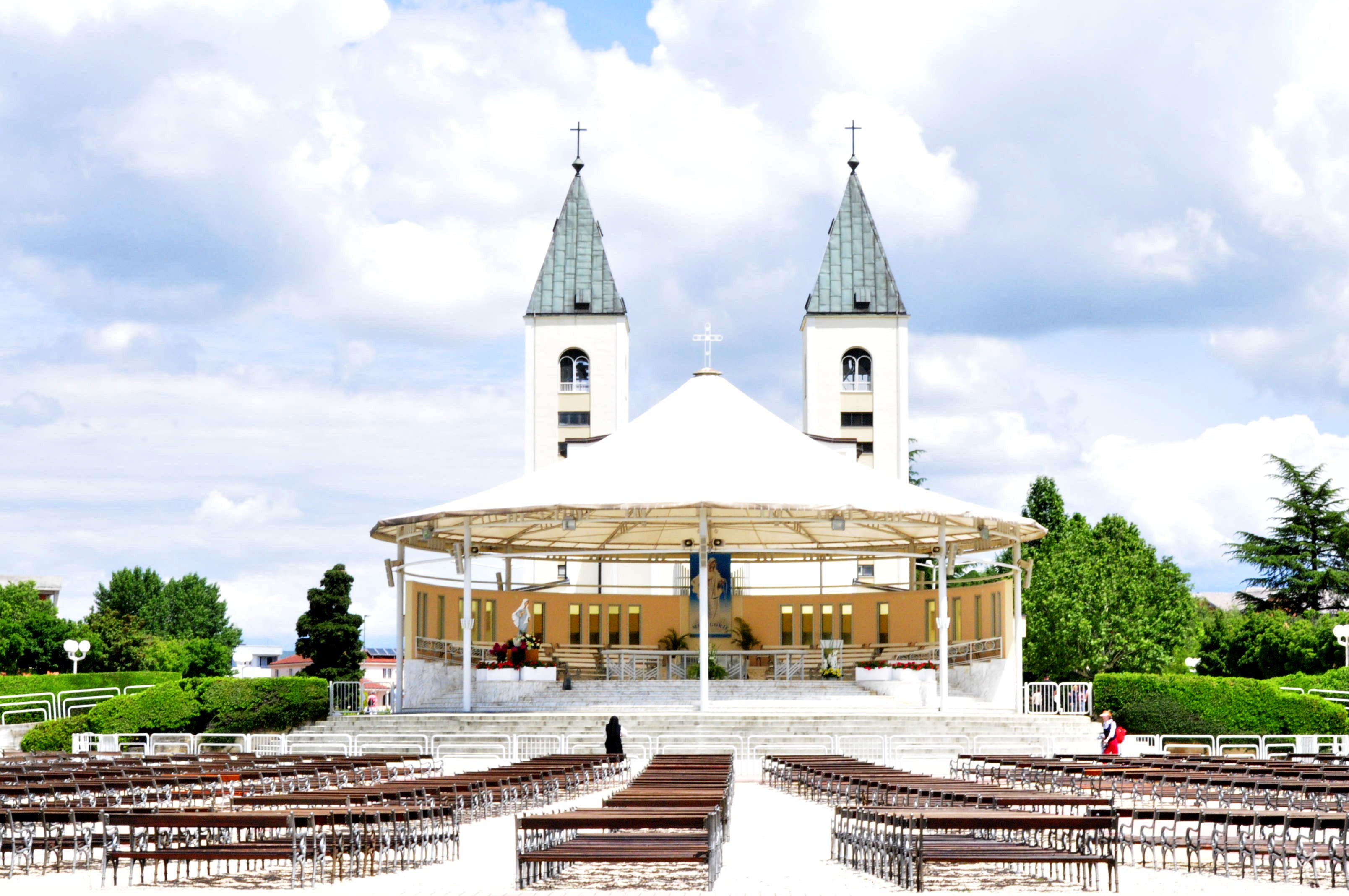
Autel extérieur de l'église Saint-Jacques.
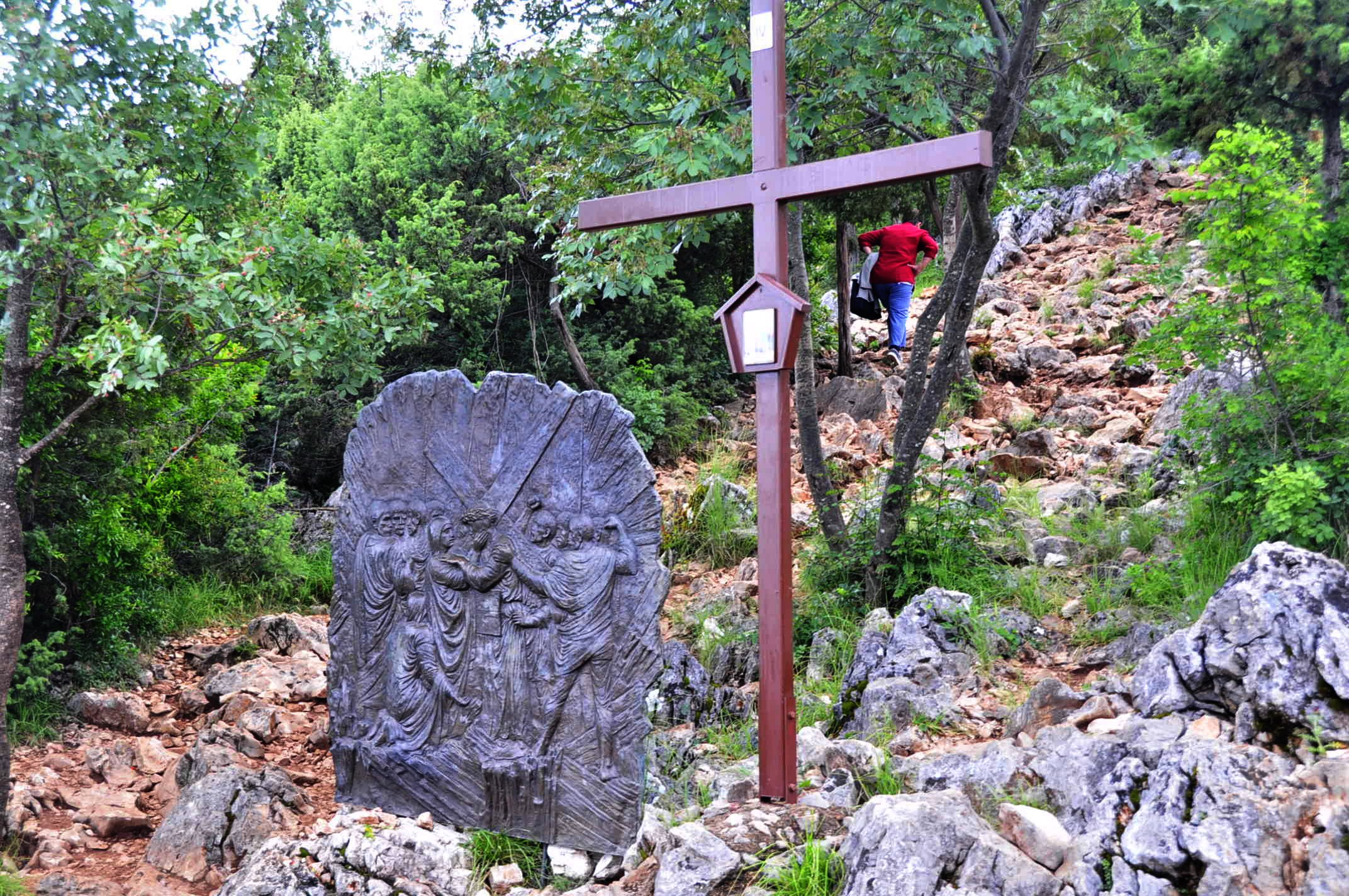
Croix sur la colline de Križevac.
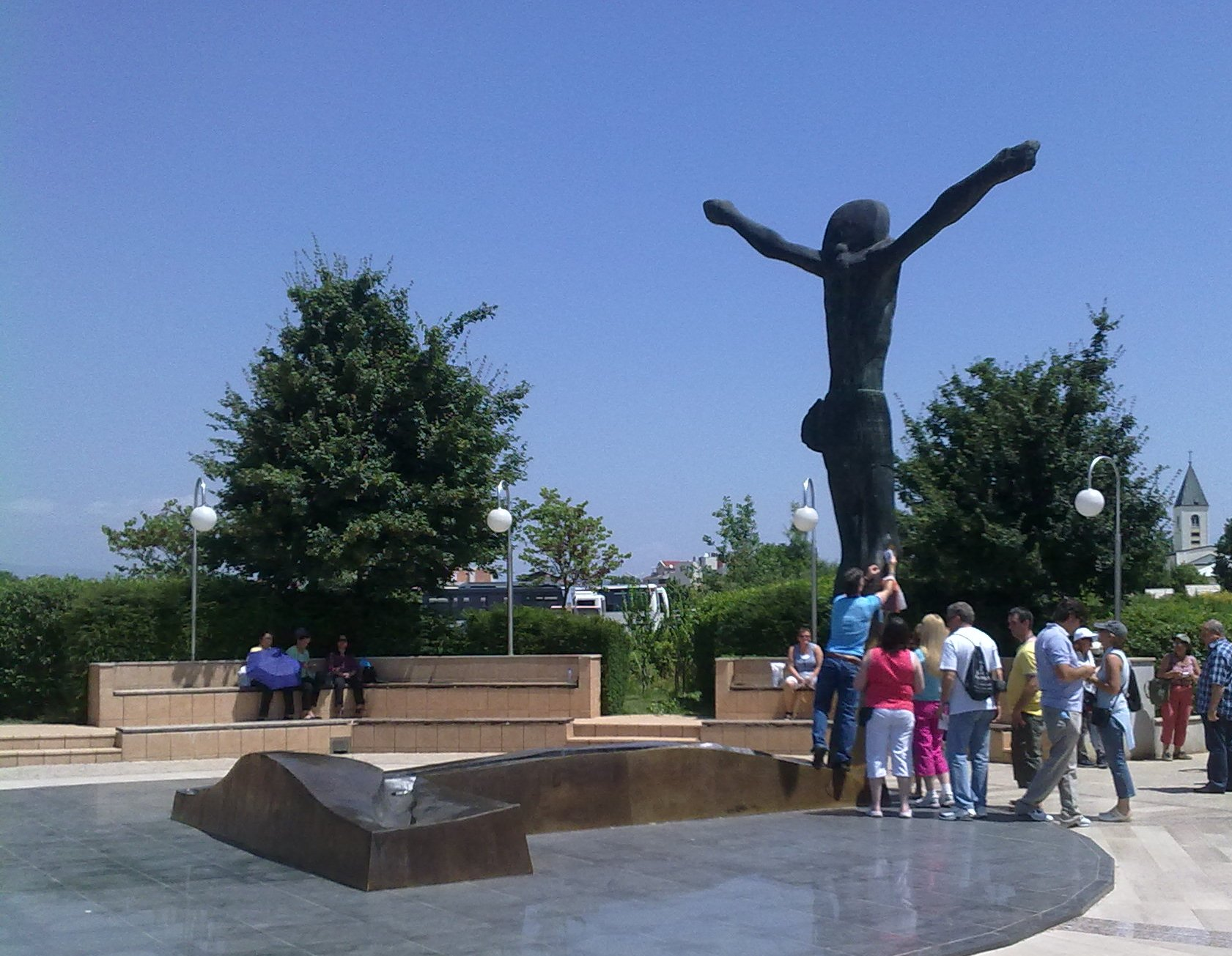
Jésus quittant la croix, église Saint-Jacques.